# Mrchožrout housenkář
Mrchožrout housenkář (Dendroxena quadrimaculata) je brouk z čeledi mrchožroutovitých. Tento poměrně malý brouk, dosahující velikosti kolem jednoho a půl centimetru, se živí, jak už jeho jméno napovídá, především housenkami, zejména pak píďalkami a larvami bekyní. Dospělci loví na stromech a keřích, zatímco larvy na zemi. Tělo je světle hnědě zbarvené se čtyřmi černými skvrnami, existuje i varianta se šesti skvrnami. Černou barvu má hlava, štít, končetiny i celý spodek těla. Larvy jsou černé s červenou hlavou. Nejčastěji se vyskytují v teplých dubových hájích, tento druh je rozšířen po celé Evropě s výjimkou nejsevernější Skandinávie a Iberského poloostrova.